# Patrycja Ziółkowska
Patrycja Ziółkowska (ur. 17 kwietnia 1979 w Sokołowie Podlaskim) – niemiecka aktorka filmowa i teatralna polskiego pochodzenia.

## Życiorys
Jeszcze przed ogłoszeniem w Polsce stanu wojennego wyjechała wraz z rodziną do RFN. Ukończyła szkołę aktorską Westfälische Schauspielschule w Bochum. Występowała na scenach teatrów w Hanowerze, Hamburgu (Schauspielhaus), Berlinie (Schaubühne), Bonn i Kolonii, Thalia Theater w Hamburgu (2019-2017), a ostatnio w Schauspiel Frankfurt. W 2012 roku otrzymała nagrodę Rolf-Mares-Preis za rolę w „Fauście” J.W. Goethego.
Od 1992 roku grała w produkcjach telewizyjnych, gdzie – z uwagi na wschodni akcent – proponowano jej początkowo role sprzątaczek oraz opiekunek dla dzieci. W polskim filmie zadebiutowała w 2014, występując w „Hiszpance” w reżyserii Łukasza Barczyka.

## Filmografia

### Filmy
- Anam (2001) – Mandy
- Vorspiel mit Nachspiel (2001) – Katrin
- Solino (2002) – Jo
- Hühnchen rupfen (2003)
- Na krawędzi nieba (2007) – Charlotte „Lotte” Staub
- Ein Schnitzel für drei (2009) – Pani Wilmert
- Das Fenster (2009) – Pielęgniarka
- Willkommen im Klub (2014) – Kate
- Hiszpanka (2014) – Wanda Rostowska

### Seriale
- Wolffs Revier (1992)
- Stubbe – Von Fall zu Fall (1995)
- Küstenwache (1997)
- Die Rettungsflieger (1998)
- Tatort (2002-2016)
- Polizeiruf 110 (odc. Demokratie stirbt in Finsternis) (2018)[1]